# Montenegro (pico)
El Montenegro, también denominado cerro del Galayo, es la montaña más oriental de Sierra Nevada, en la provincia de Almería (España). Tiene su vértice geodésico a 1711 m s. n. m.

## Descripción
Se trata de un monte aislado, separado del resto de la sierra por el Puerto de Santillana. Supone el punto más al este del parque natural de Sierra Nevada. Ocupa una posición destacada, con Sierra de Filabres al norte, Sierra Alhamilla al este, Sierra de Gádor al sur, y el resto de Sierra Nevada al oeste.
El Montenegro propiamente dicho tiene su vértice a 1711 m de altitud. Sin embargo, alcanza su cota máxima (1715 m) en el cerro del Galayo, en unas rocas lisas sin indicador unos 150 m al oeste del vértice. Administrativamente, se encuentra en el límite de los términos municipales de Alboloduy, Alsodux (exclave), Rágol y Canjáyar.
La vegetación se compone de monte bajo, principalmente encinares. También hay presencia de plantas aromáticas como romero o tomillo.

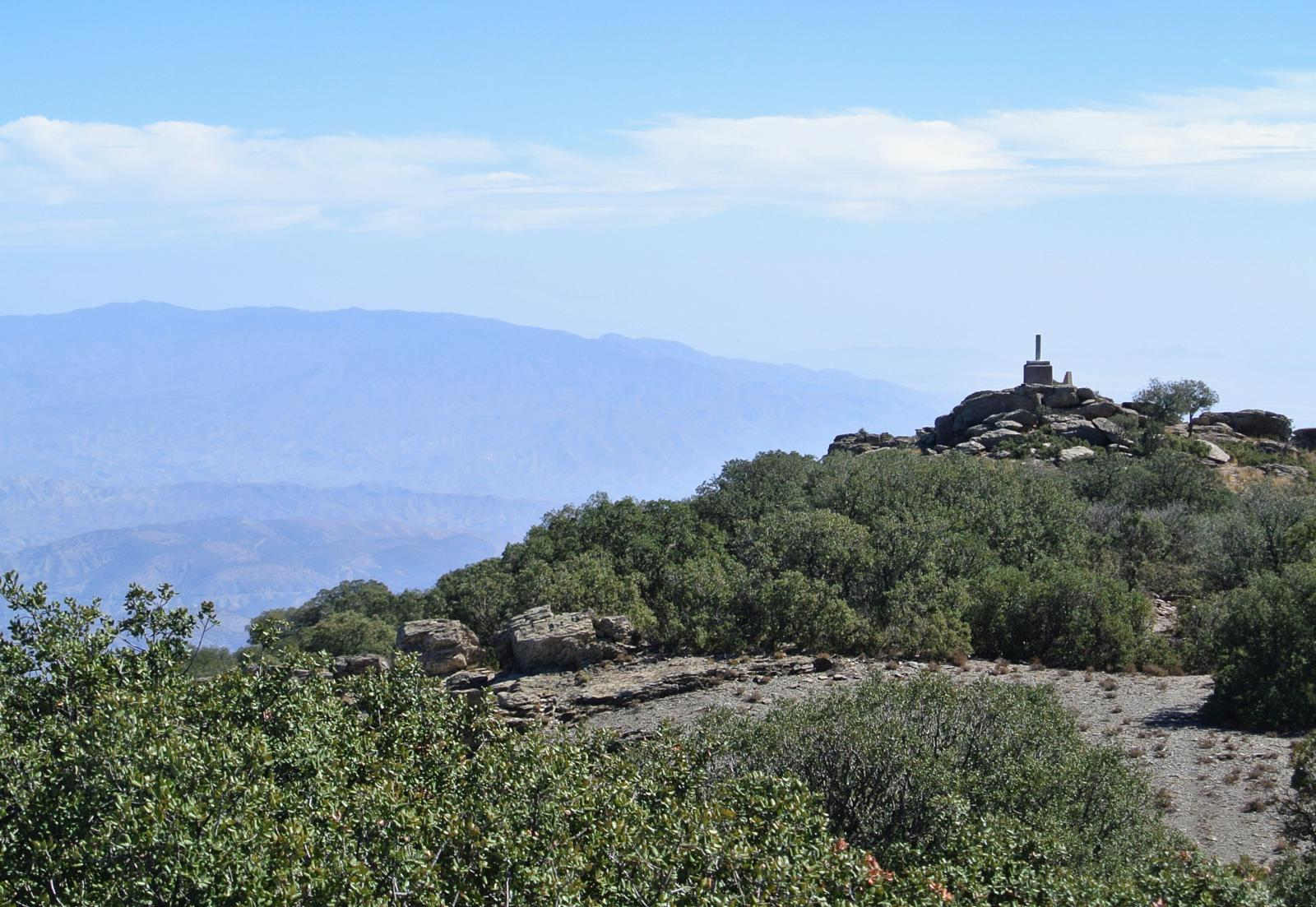
Vértice geodésico del Montenegro visto desde la cima, con Sierra Alhamilla al fondo a la izquierda